# Villadose
Villadose (Viładóxe in veneto) è un comune italiano di 4 674 abitanti della provincia di Rovigo in Veneto, situato ad est del capoluogo.

## Geografia fisica
Villadose è situata nella parte centrale del Polesine, a 10 km ad est dal capoluogo provinciale Rovigo, ed è attraversata dal fiume Adigetto, che la divide in due settori.
Oltre all'Adigetto, il territorio è attraversato a nord dallo scolo Bresega ed a Sud dallo scolo Valdentro.

## Storia
Da ritrovamenti archeologici risulta che il territorio era certamente popolato in età romana, anche grazie alle opere di bonifica intraprese in quell'epoca (scavi e indagini sull'appoderamento centuriale). D'altronde, trovandosi Villadose a pochi chilometri dall'antico porto di Adria, ne rappresentava l'entroterra e un punto di passaggio verso l'interno.
Con la fine dell'Impero Romano seguì un periodo di forte instabilità idraulica e di spopolamento.
Gino Braggion, nel suo libro ... E... Villadose risorse... da secolari tribolazioni, ha scoperto agli inizi del XIII secolo i primi documenti dove appare per la prima volta il nome del Comune come "Villa Ducis".
Nel 1484, dopo il termine della sanguinosa guerra del sale tra Venezia e Ferrara dalla quale ne uscì praticamente distrutta, Villadose passò dalla dominazione estense a quella veneziana dove rimase fino alla caduta della Repubblica avvenuta nel 1797. In quel periodo furono compiuti lavori di bonifica e sorsero - lungo l'Adigetto - alcune ville che portano ancora il nome delle famiglie nobili veneziane.
Il segno della dominazione estense è rilevabile dal palazzo comunale, chiamato Ca' Patella, dove le finestre del piano terra sono di stile ferrarese e quelle dei piani superiori di stile veneziano.
Nel 1778, grazie al vescovo della diocesi di Adria Arnaldo Speroni degli Alvarotti, a Villadose fu nuovamente istituita la parrocchia, prima aggregata e dipendente da quella di Buso.
Poco dopo l'unità d'Italia Villadose fu soggetta ad una notevole emigrazione dei suoi abitanti verso il sudamerica, dovuta all'alluvione seguita all'alluvione del Polesine del 17 settembre 1882 e alla crisi agraria dovuta sia alle conseguenze dell'alluvione sia alla guerra commerciale in atto tra Italia e Francia. Come conseguenza, alla fine degli anni ottanta del XIX secolo, Villadose fu il comune polesano con il maggior tasso di emigrazione, pari ad oltre il 25 percento della popolazione.
Nel 1915 la prima amministrazione comunale a guida socialista iniziò a predisporre l'acquisto del palazzo Ca' Patella che divenne - nel 1923 - sede municipale.
Nel 1928, in seguito alla soppressione del comune di Ca' Emo, Villadose acquisì nel suo territorio la località Ca' Tron.
Nel 1938 fu inaugurata la Strada Statale 443 - che collega direttamente Rovigo ad Adria - alla presenza del gerarca fascista Giovanni Marinelli.
Il 25 aprile 1945 furono fucilati dai tedeschi - presso le mura del cimitero - 20 partigiani catturati a Ceregnano in località Palà. I tedeschi, dopo aver fucilato i prigionieri, fucilarono anche due militi delle brigate nere che avevano assistito i tedeschi nell'operazione. Alla fucilazione sopravvissero due persone.
Dopo l'alluvione del 1951 iniziò una nuova fase migratoria soprattutto verso il triangolo industriale.
Negli anni ottanta furono iniziati i lavori per la costruzione della nuova grande piazza nel centro del paese, sorta nelle proprietà espropriate all'ultimo nobile veneziano che aveva ancora proprietà nel comune, il conte Lorenzo Marcello Grimani Giustiniani.

### Simboli
Lo stemma e il gonfalone del comune sono stati concessi con decreto del presidente della Repubblica del 21 settembre 2004.
Il gonfalone è un drappo di rosso.

## Monumenti e luoghi d'interesse

### Architetture religiose
- Chiesa di San Leonardo (XVIII-XIX secolo)
- Oratorio di Cambio, nell'omonima frazione.
- Sacello ai Caduti, già Oratorio Patella, cappella gentilizia di Villa Patella.

### Architetture civili
- Ca' Tron (XIV secolo), situato ai confini con il comune di Adria e l'edificio più antico presente nel territorio comunale.
- Rustico Suman,
- Villa Casalini, in località Triboi.
- Villa Donà, Grimani, situata nel centro cittadino sulla sponda sinistra dell'Adigetto all'altezza della Chiesa di San Leonardo.
- Villa Patella (XVII secolo), detta anche "del Doge", è l'attuale sede municipale e sito nel centro della cittadina polesana.

### Altre opere
- Monumento ai Caduti, realizzato dallo scultore pontecchiese Guido Cremesini (1920).[6]

## Società

### Evoluzione demografica
Abitanti censiti

## Cultura

### Musei
- Museo della centuriazione romana (Villadose), museo archeologico che dal 1990, anno della sua inaugurazione, espone nella sua sede ricavata all'interno di Ca' Patella numerosi reperti legati alla locale centuriazione romana, originale organizzazione del territorio che risponde a funzioni produttive ma anche ad una visione della vita e del cosmo di respiro religioso, e che si estendeva tra Adria e Rovigo.[8][9]

### Eventi

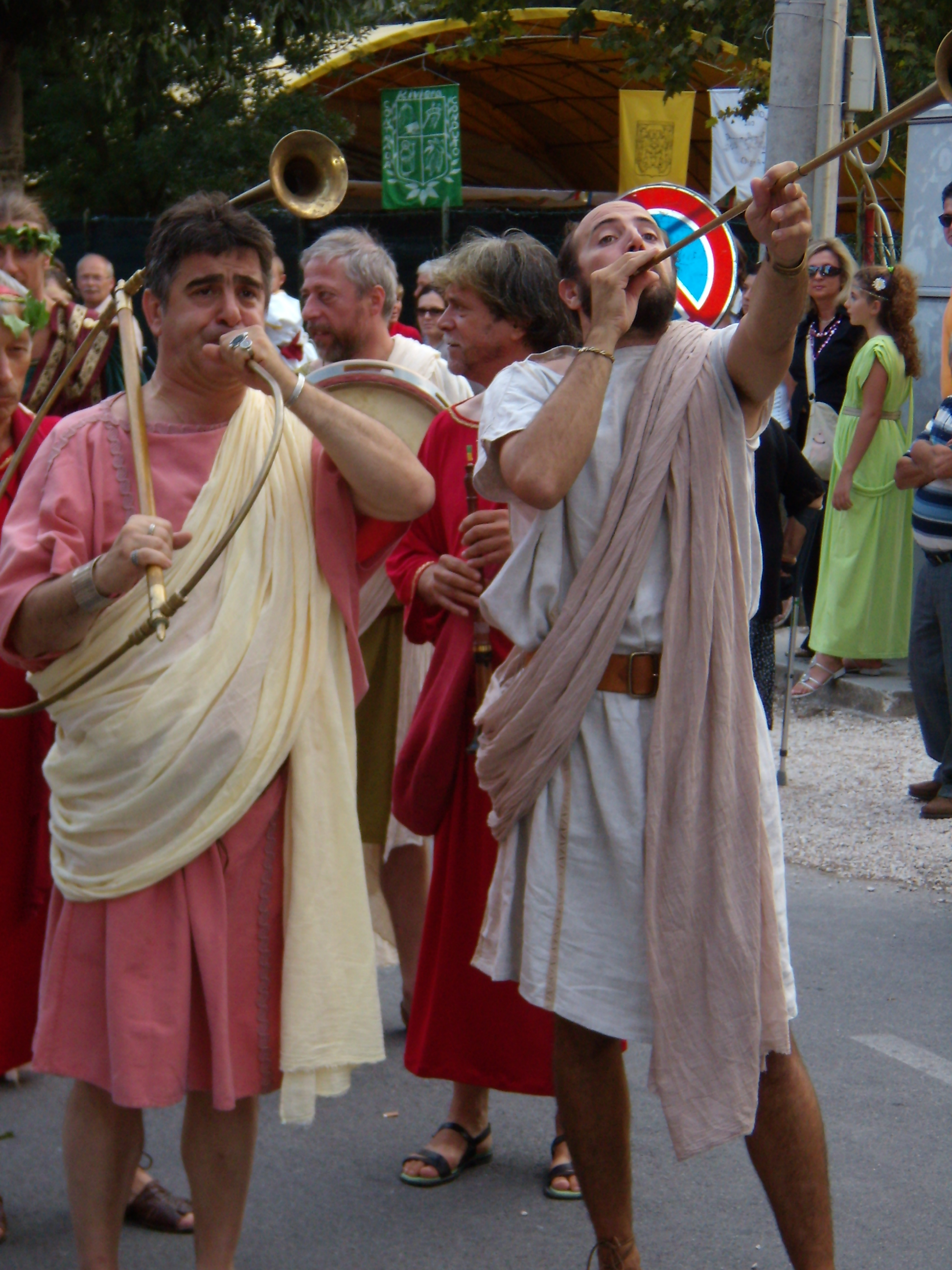
Mercato della Centuriazione Romana: sfilata storica

- Mercato della Centuriazione romana, rievocazione storica che riproduce un mercato di epoca romana dove si trovano artigiani e commercianti intenti a svolgere le proprie attività in costume d'epoca. Inoltre la manifestazione ha negli anni integrato attività artistiche ed esibizioni di combattimenti simulati.

## Infrastrutture e trasporti

### Strade
L'abitato è raggiungibile da una rete stradale principalmente basata sulla strada regionale SR 443 che l'attraversa congiungendola ad ovest con il capoluogo Rovigo e ad est con Adria.

### Mobilità urbana
Il sistema del trasporto pubblico della città è servito da una linea extraurbana gestita da Busitalia che la collega con il capoluogo Rovigo e con le principali località sulla direttiva ovest-est verso il delta del Po.

## Amministrazione
| Periodo | Periodo   | Primo cittadino   | Partito                                         | Carica  | Note |
| ------- | --------- | ----------------- | ----------------------------------------------- | ------- | ---- |
| 1996    | 2000      | Francesco Stocco  | Partito Popolare Italiano                       | Sindaco |      |
| 2000    | 2005      | Mirella Zambello  | Lista Civica (Centro-sinistra)                  | Sindaco |      |
| 2005    | 2010      | Mirella Zambello  | Lista Civica (Centro-sinistra)                  | Sindaco |      |
| 2010    | 2015      | Gino Alessio      | Lista Civica                                    | Sindaco |      |
| 2015    | 2020      | Gino Alessio      | Lista Civica                                    | Sindaco |      |
| 2020    | in carica | Pierpaolo Barison | Lista Civica "Vivere Villadose" (Centro-destra) | Sindaco |      |

## Sport

### Tiro con l'arco
La principale società di tiro con l'arco della citta è l'ASD Arcieri Delle Due Tigri, che possiede innumerevoli arcieri con prestazioni molto elevate.

### Calcio
La principale squadra di calcio della città è l'A.C.D. Villadose 2010 che milita nel girone B rodigino di 3ª Categoria.

### Rugby
Tra le locali attività sportive spicca il rugby dove la locale A.S.D. Rugby Villadose 1976 partecipa alla stagione di Serie B (rugby a 15) dal campionato 2006-2007 e che la vede protagonista con continuità dalla stagione 2009-2010.

### Ciclismo
L'A.S.D. Ciclistica Villadose Angelo Gomme è la società ciclistica che gestisce una squadra maschile ed una femminile.

### Impianti sportivi
- Campo comunale di calcio, sito in Via Giacomo Matteotti.
- Stadio di rugby, sito in Via Pelandra.